# Naar Katten er ude
|  | For den danske lystspilsfarce fra 1947 med samme titel, se Når katten er ude |
Naar Katten er ude er en dansk stum komediefilm fra 1910 produceret af Nordisk Films Kompagni. Filmens instruktør er ukendt.
Filmen blev distribueret i Storbritannien under titlen When the cat is away - The mice will play og i Tyskland under titlen Ist die Katze nicht zu Hause, spielen die Mäuse an Tisch & Bäncke

## Handling
Hr. og fr. Beck skal rejse på ferie, og beder stuepigen Maren om at sørge for, at parrets kuffert bliver bragt til banegården. Men Maren tænker mere på, at kæresten kan komme på besøg, nu hvor herskabet er ude af huset. Kæresten kommer forbi og der kommer flere gæster. Humøret er højt og alle fejrer at herskabet er ude af huset - lige indtil de træder ind af døren, for at hente den kuffert, som Maren har glemte at få sendt til banegården ...

## Medvirkende
- Petrine Sonne
- Julie Henriksen
- Otto Lagoni
- Holger Pedersen
- Mathilde Felumb Friis
- Maggi Zinn